# Лав Аникита Филолог
Лав Аникита Филолог (прва пол. XVI в.), српски и руски средњовековни писац.

## Живот и рад
У време опадања српске књижевности прочуо се по учености и књижевној вештини, па је, пре 1530, позван у Русију, где је написао Слово похвално Михаилу Черњиговском и бојарину Фјодору. Такође, на молбу монаха Соловецког манастира, написао је, тада већ вративши се у Србију, два похвална слова соловецким светитељима (Слово Зосиму и Слово Саватију, оба између 1534. и 1542) на основу прераде старијих руских некњижевних верзија, вешто користећи стилска средства која су, управо посредством српске и бугарске књижевности с краја ХIV в., стигла у Русију — плетеније словес, красноречије, крајегранесије и др. Постоје претпоставке (Димитрије Богдановић) да је управо Лав Аникита аутор анонимног Житија Јосифа Волоцког.